# Địa ngục (Bosch)
Địa ngục là một bức tranh của Hieronymus Bosch được thực hiện sau năm 1490. Hiện đang được trưng bày tại Dinh tổng trấn, Venezia, Ý.
Bức tranh này nằm trong một bộ liên họa gồm bốn bức. Các bức khác bao gồm Viễn phước, Thiên đường trần gian và Cú ngã của những kẻ bị đày xuống địa ngục. Nội dung bức này cho thấy sự trừng phạt những kẻ độc ác dưới địa ngục bằng nhiều hình thức tra tấn của ma quỷ.